# Câmpia, Caraș-Severin
Câmpia (1924: Langofăt; în sârbă Луговет, cu alfabetul latin: Lugovet; în germană Langenfeld) este un sat în comuna Socol din județul Caraș-Severin, Banat, România.

## Populație
Satul are 690 de locuitori dintre care 409 sunt sarbi.(59,26%)
Numele localitatii: Lugovet( varianta populara:Langovet)

## Legături externe

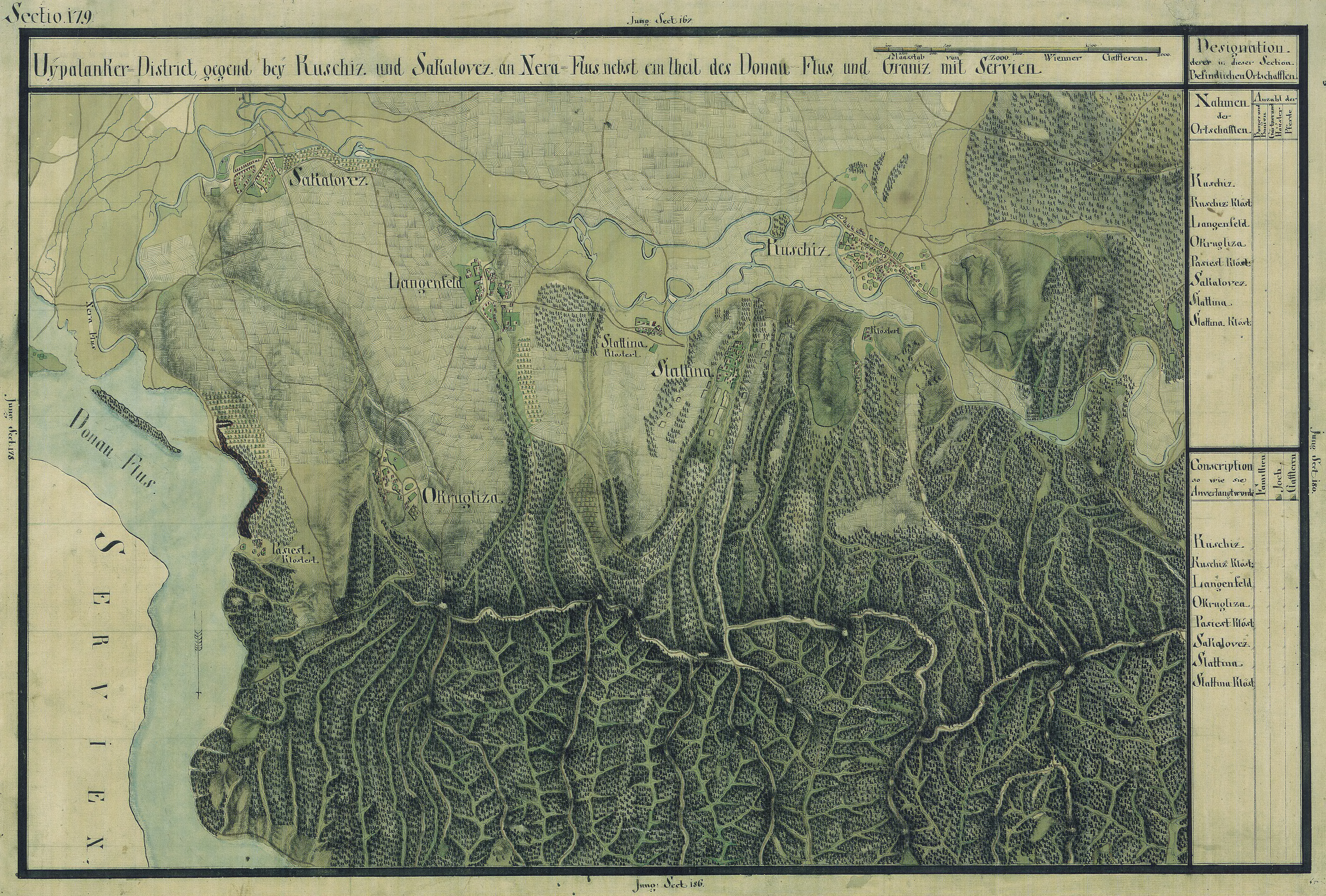
Câmpia în Harta Iosefină a Banatului, 1769-72